# توناکاتيكوهتلي

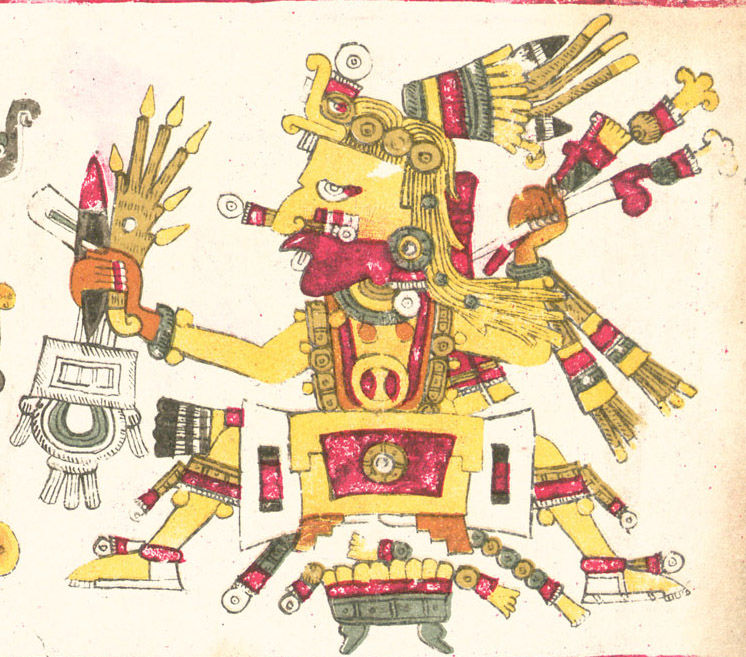
توناکاتيكوهتلي

توناکاتيكوهتلي (بالإنجليزية: Tonacatecuhtli)‏ الرب الواهب للطعام في الميثولوجيا الأزتيكية. وضع العالم في نظام عندما خلقه، وفصل البحر عن البر: أحيانا يقال إنه هو نفسه أوميتيوتل. وهو الرب/الربة عند المايا، الذي كان ذكرًا وأنثى في الوقت نفسه. واسمه يعني «الكائن الذي في المركز» ويعتقد أنه ما يزال نقطة المركز لحلقة تدور، حيث كل شيء متوازن ومستقر. وهناك في الميثولوجيا الأزتيكية كائنان، الرب أومیتيكوتلي Ometecuhtli والربة أوميكيوتل Omecihuatl وهي مصدر كل الحياة.
ويعد توناکاتيكوهتلي من الآلهة الخالقة القديمة المرتبطة بالأرض والسماء، الولادة، الخلق، النار، والذرة. وتم، أيضا، تحديده مع الأشجار. ويُشار إليه بأنه: ""أمنا، أبانا، الإله القديم".

## إتيمولوجيا
اسم الإله هو مركب من كلمتين من الناواتل: توناكا وتوكوتلي. بينما تُترجم tēcuhtli عمومًا "سيد"، تقدم tōnacā عدة تفسيرات محتملة. يقرأ البعض هذا الجذر على أنه توناكا (بدون حرف "o" الطويل)، ويتكون من nacatl، ويعني "اللحم البشري" أو "الطعام"، مع البادئة الملكية لـ ("our"). من خلال هذا الأصل، فإن Tonacātēcuhtli تعني "رب طعامنا" أو "رب لحمنا"، الذي يُطلق عليه "رب رزقنا". من الوفرة ".